# Calatañazor
Calatañazor est une commune espagnole de la province de Soria, en Castille-et-León.
Son nom provient de l'arabe (قلعة النسور) Qalat al-Nusur « fort des aigles » .
C'est à Calatañazor qu'Almanzor combattit sa dernière bataille, où il aurait été défait par le comte Sanche Ier de Castille, avant de mourir, malade, à Medinaceli dans la nuit du 10 au 11 août 1002.